# Antonio Guayre
Antonio Guayre Betancor Perdomo (Las Palmas de Gran Canaria, 23 aprile 1980) è un ex calciatore spagnolo, ala o attaccante.

## Caratteristiche tecniche
Ala destra, può giocare anche sulla fascia sinistra.

## Carriera
Inizia la sua carriera nelle file della squadra della sua città, il Las Palmas, l'esordio professionista inizia nel 2000 con 31 partite e 8 gol. Il Villarreal lo acquista per 6 milioni di euro. A Villarreal conosce alterne fortune: bene le prime stagioni, poi il rapporto con il tecnico Pellegrini comincia a incrinarsi, complice anche lo stato di grazia della coppia Riquelme-Forlan. Nell'estate 2005 sembra essere pronto il suo trasferimento ad altri lidi, ma alla fine nulla si concretizza e passa di fatto un anno da separato in casa. Un anno dopo si svincola dal Villarreal ed è libero di trattare liberamente con qualsiasi squadra: la scelta ricade sul Celta Vigo.

## Palmarès

### Club

#### Competizioni internazionali
- Coppa Intertoto UEFA: 2

Villarreal: 2003, 2004